# Hillia
Hillia is een geslacht van vlinders van de familie uilen (Noctuidae), uit de onderfamilie Cuculliinae.

## Soorten
- H. acronyctina Köhler, 1952
- H. iris (Zetterstedt, 1839)
- H. maida Dyar, 1904